# Raión de Dubrovna
Dubrovna (en bielorruso: Дубровенскі раён) es un raión o distrito de Bielorrusia, en la provincia (óblast) de Minsk. 
Comprende una superficie de 1 250 km².
El centro administrativo es la ciudad de Dubrovna.

## Demografía
Según estimación 2010 contaba con una población total de 16 974 habitantes.